# Earley
Earley este un oraș în comitatul Berkshire, regiunea South East, Anglia. Orașul se află în districtul unitar Wokingham.